# Gare d'Ushiku
La gare d'Ushiku (牛久駅, Ushiku-eki) est une gare ferroviaire de la ville d'Ushiku, dans la préfecture d'Ibaraki au Japon. La gare est exploitée par la compagnie JR East.

## Situation ferroviaire
Ushiku est située au point kilométrique (PK) 50,6 de la ligne Jōban.

## Histoire
La gare d'Ushiku a été inaugurée le 25 décembre 1896.

## Service des voyageurs

### Accueil
La gare dispose d'un bâtiment voyageurs, avec guichets, ouvert tous les jours.

### Desserte
- Ligne Jōban :
  - voie 1 : direction Mito et Iwaki
  - voie 2 : direction Abiko et Ueno (interconnexion avec la ligne Ueno-Tokyo pour Tokyo et Shinagawa)